# Gnieżdżewo
Gnieżdżewo (kaszub. Gniéżdżewò lub Gnieżdżewò) – wieś kaszubska w Polsce położona w województwie pomorskim, w powiecie puckim, w gminie Puck przy drodze wojewódzkiej nr 216.
Wieś królewska w starostwie puckim w powiecie puckim województwa pomorskiego w II połowie XVI wieku. W latach 1975–1998 miejscowość administracyjnie należała do województwa gdańskiego.

## Historia
Pierwszy raz pojawia się w dokumentach w 1340 roku nazwa Gnesdow, w 1599 roku Gniazdowo, następnie Gniezdowo, Gnezdowo, Gniezdziewo, a od 1951 roku Gnieżdżewo. W Gnieżdżewie istniał szlachecki folwark z młynem. W 1772 roku wieś należała do Józefa Janicza, a po 1873 roku Dominik. Na początku XX wieku wieś liczyła 524 mieszkańców. W 1921 roku poza dominującą ludnością rolniczą mieszkało w Gnieżdżewie także 5 rybaków. Zarejestrowana była 1 łódź wiosło-żaglowa.
Podczas zaboru pruskiego wieś nosiła nazwę niemiecką Gnesdau. Podczas okupacji niemieckiej nazwa Gnesdau w 1942 została przez nazistowskich propagandystów niemieckich (w ramach szerokiej akcji odkaszubiania i odpolszczania nazw niemieckiego lebensraumu) zweryfikowana jako zbyt kaszubska i przemianowana na nowo wymyśloną i bardziej niemiecką – Nesten.

## Infrastruktura
- Wschodnimi obrzeżami Gnieżdżewa przebiega linia kolejowa Gdynia-Puck-Władysławowo-Hel (na północ od miejscowości znajduje się stacja PKP Swarzewo).
- W miejscowości znajduje się placówka Ochotniczej Straży Pożarnej.
- W 2006 powstała farma wiatrowa składająca się z 20 siłowni wiatrowych. Każdy z wiatraków ma 126 metrów wysokości i moc 2MW. Planowana jest budowa następnych wież.
- Szkoła Podstawowa im. Leona Bizewskiego.